# 人間失格 太宰治と3人の女たち
『人間失格 太宰治と3人の女たち』（にんげんしっかく だざいおさむとさんにんのおんなたち）とは、2019年9月13日に公開された日本映画である。監督は本作が長編映画4作目となる蜷川実花、脚本は早船歌江子、主演は小栗旬。太宰治の小説『人間失格』を原作としたものではなく、太宰治と3人の女性との関係を基に描いたフィクション作品となっている。

## 概要
太宰治が死の直前に発表し遺作となった『人間失格』の誕生秘話を、太宰自身と彼を愛した3人の女たちの目線から、事実を基にしたフィクションとして初めて映画化したもの。2018年11月上旬にクランクイン、12月中旬にクランクアップ。R15+指定。
2019年9月13日に全国230スクリーンで公開され、14日に舞台挨拶が行われた。公開から17日間の興行成績は、動員69万3000人、興収9億3600万円で、『Diner ダイナー』に続いて2作連続で10億円突破が確実となった。同年11月16日付で沢尻エリカが薬物所持で逮捕されたが、同年11月18日付で配給側が今後について発表し、約12館で公開中のスケジュールの変更はしないと決定した。

## キャスト
- 太宰治：小栗旬
- 津島美知子：宮沢りえ[10]
- 太田静子 : 沢尻エリカ[10]
- 山崎富栄 : 二階堂ふみ[10]
- 稲垣来泉
- 田部シメ子 : 山谷花純
- 片山友希
- 宮下かな子
- 山本浩司
- 壇蜜
- 店の店員 : 木下隆行（TKO）
- 近藤芳正
- 佐倉潤一 : 成田凌[11]
- 太田薫 : 千葉雄大[11]
- 伊馬春部 : 瀬戸康史[11]
- 三島由紀夫 : 高良健吾[11]
- 坂口安吾 : 藤原竜也[11]

## スタッフ
- 監督：蜷川実花[3]
- 脚本：早船歌江子
- 音楽：三宅純
- 主題歌：東京スカパラダイスオーケストラ「カナリヤ鳴く空 feat.チバユウスケ」（cutting edge / JUSTA RECORD）[12]
- 製作総指揮：大角正、佐野真之
- 製作代表：高橋敏弘、豊島雅郎、木下直哉、三宅容介、山本将綱、藤田浩幸、金谷英剛、宮崎伸夫
- エグゼクティブ・プロデューサー：吉田繁暁
- 企画・プロデュース：池田史嗣[3]
- プロデューサー：秋田周平、宇田充
- ラインプロデューサー：阿部智大
- 撮影：近藤龍人
- 美術：Enzo
- 照明：藤井勇
- 録音：松本昇和
- スタイリスト：長瀬哲朗
- ヘアメイクディレクション：稲垣亮弐
- 編集：森下博昭
- VFXスーパーバイザー：オダイッセイ
- 装飾：前田陽
- 衣装：青木茂
- ヘアメイク：HAMA
- 音響効果：伊藤瑞樹
- 音楽プロデューサー：高石真美
- 宣伝プロデューサー：笹部優子
- アソシエイトプロデューサー：秋吉朝子
- アシスタントプロデューサー：松田裕佑
- 記録：松村陽子
- 制作主任：後藤一郎
- 制作担当：木村広志
- 助監督：吉田亮
- ラインプロデューサー補：山田智也
- 配給：松竹、アスミック・エース
- 制作プロダクション：松竹撮影所
- 制作協力：松竹映像センター
- 企画・制作：松竹
- 製作：「人間失格」製作委員会（松竹、アスミック・エース、木下グループ、ポニーキャニオン、トライストーン・エンタテイメント、電通、ラッキースター、朝日新聞社）

## 受賞歴
- 第43回日本アカデミー賞[13]
  - 優秀主演女優賞 - 宮沢りえ
  - 優秀助演女優賞 - 二階堂ふみ